# Ingemar Hägglöf
Sten Ingemar R:son Hägglöf, född den 20 april 1912 i Stockholm, död den 7 november 1995 i Högalids församling i Stockholm, var en svensk juris kandidat och diplomat.
Hägglöf började arbeta på Utrikesdepartementet 1934 och tjänstgjorde bland annat i London, Paris, Berlin och Moskva. Han var ambassadör vid OECD-delegationen i Paris 1953–1963, vid EFTA 1960–1964, vid Europarådet i Strasbourg 1953–1957, i Helsingfors 1964–1971 och i Paris 1971–1978. Han var bror till ambassadören Gunnar Hägglöf som också var hans företrädare som ambassadör i Paris. Ingemar Hägglöf är begravd på Norra begravningsplatsen utanför Stockholm.

## Utmärkelser
- Kommendör med stora korset av Nordstjärneorden, 3 december 1974.[4]

### Uppslagsverk
- Hägglöf, Ingemar i Vem är det 1993